# 海因茨·拉齐科夫斯基
海因茨·拉齐科夫斯基（德語：Heinz Radzikowski，1925年9月7日—2017年4月18日），德国前男子曲棍球运动员。他曾代表德国联队参加1956年夏季奥林匹克运动会曲棍球比赛，获得一枚铜牌。